# Осаждение из коллоидных растворов
Осаждение из коллоидных растворов (англ. precipitation from colloid solutions) — метод получения изолированных наночастиц и нанопорошков, заключающийся в прерывании химической реакции между компонентами раствора, например, скачкообразным увеличением pH раствора в определенный момент времени, после чего система переходит из жидкого коллоидного состояния в дисперсное твердое состояние.

## Описание
Метод осаждения из коллоидных растворов позволяет получать стабилизированные наночастицы с очень узким распределением по размерам, а также частицы типа ядро-оболочка (например, CdSe/ZnS, HgS/CdS, TiO2/SnO2).
Основная проблема осаждения из коллоидных растворов связана с необходимостью избежать укрупнения полученных наночастиц. Стабилизация коллоидных частиц и кластеров достигается с помощью молекул лигандов, в качестве которых используют различные полимеры и поверхностно-активные вещества.
Данным методом, например, получают нанопорошки сульфидов металлов по реакции сероводородной кислоты H2S с водорастворимой солью металла.